# Estadio Léopold Sédar Senghor
El estadio Léopold Sédar Senghor es un estadio multiusos ubicado en Dakar, Senegal. Fue inaugurado el 31 de octubre de 1985 y tiene una capacidad para 60 000 espectadores, siendo el estadio en el que disputa sus partidos el ASC Jeanne d'Arc y la selección de fútbol de Senegal. El estadio se utiliza principalmente para partidos de fútbol y competiciones de atletismo.
Desde 2001 recibe el nombre del poeta y presidente del país Léopold Sédar Senghor, fallecido ese mismo año. En 1992 albergó varios partidos de la Copa Africana de Naciones, entre ellos la final entre Ghana y Costa de Marfil.

Panorámica del estadio.